# Rossend Carrasco i Formiguera
Rossend Carrasco i Formiguera (Barcelona, 25 de juliol de 1892 - 17 d'agost de 1990) fou un metge i fisiòleg català, pioner en la teràpia de l'ús de la insulina. Fill de Rossend Carrasco i Maria Formiguera, germà del també metge Lluís Carrasco i Formiguera i del polític Manuel Carrasco i Formiguera.

## Biografia
En 1913 publicà un treball sobre patologia del tiroides. Es llicencià en medicina a la Universitat de Barcelona en 1914 i en 1915 es doctorà amb la tesi El esquema neutrófilo de Arneth y sus alteraciones en el hipertiroidismo. Després treballà a l'Institut de Fisiologia de Barcelona amb Leandre Cervera i Astor i sota la direcció d'August Pi i Sunyer. Alhora ingressà en la Societat de Biologia de Barcelona.
El 1919 acompanyà August Pi i Sunyer a Buenos Aires i Montevideo, on es quedà un temps treballant amb el doctor Ashre. Publicà un treball sobre la dosificació de la glucosa en els diabètics. De 1920 a 1921 va marxar a la Universitat Harvard amb una beca de la Mancomunitat de Catalunya. Hi fou nomenat teaching fellow al Departament de Fisiologia i va publicar un article sobre la producció d'adrenalina per punció del quart ventricle amb Walter Cannon. També treballà al servei per a diabètics del New England Deaconess Hospital en l'aplicació d'insulina als diabètics.
El 1922 tornà a Barcelona, i en col·laboració amb el farmacèutic del Laboratori Municipal de Barcelona Pere González i Juan van obtenir les primeres dosis d'insulina seguint la tècnica de MacLeod que foren injectades per primer cop en Europa el 4 d'octubre a un diabètic humà (Francesc Pons, de 20 anys). El 1924 fou nomenat director del Sanatori per a Diabètics a la Bonanova i el 1927 fou cap del departament de Diabetis i Nutrició de l'Institut Policlínic Plató.
Va mantenir una intensa activitat científica entre la qual es troben diverses controvèrsies sobre diabetis amb destacades figures nacionals i internacionals de la seva època. (Ponte-Hernando F.J, con Rozman-Borstnar C (Pr). Controversias Diabetológicas del Dr. Carrasco Formiguera (1892-1990). La Coruña: Fundación Dr. Vidal Ríos, 2015).
El 1933 fou nomenat professor agregat a la càtedra de malalties de la nutrició a la Universitat Autònoma de Barcelona.
A causa de la significació política de la seva família en acabar la guerra civil espanyola es va exiliar a Mèxic, on va arribar el juny de 1939 a bord del vaixell Sinaia. Fou professor substitut de fisiologia humana a les universitats de Ciutat de Mèxic (1939-1941) i Puebla (1941-1944), de nutrició i dietètica a l'Escola Nacional de Ciències Biològiques de Ciutat de Mèxic (1945-1947) i publicà treballs a l'American Journal of Physiology. Una filla seva casà amb Salvador Armendares i Sagrera, també exiliat.
El 1948 marxà a Veneçuela, on treballà com a professor de Fisiologia de la Universitat de Los Andes, a Mèrida (1948-1950) i després a la Universitat de Maracay i a la Universitat Central de Caracas (1963-1972).
Es casà el 1956 en segones núpcies amb Núria Pi i Sunyer, filla de Carles Pi i Sunyer, alcalde de Barcelona. Jubilat, tornà a Catalunya el 1975 i fou membre de la Reial Acadèmia de Medicina de Catalunya.

## Família
El 26 de desembre de 1917 es va casar a l'església de la Mercè de Barcelona amb la Soledad ("Solita") Granados i Gal (n. Barcelona, 4 d'abril 1895) filla del compositor Enric Granados i Campiña. Soledad Granados va morir el 2 d'abril de 1936 als 40 anys. Van tenir 5 fills: Roser, Maria Antònia, Montserrat, Lluís i Oriol. Anys més tard, Rossend Carrasco es va casar amb la Núria Pi-Sunyer i Cuberta, filla del alcalde de Barcelona Carles Pi i Sunyer. No van tenir fills.

## Obres (selecció)
- Introducción al estudio de la Fisiología (1920)
- Insulina, estudio fisiológico y clínico (1924)
- La Diabetis. Estudi fisiològic i Clínic (1927)
- La Diabetis. Tractament. 1929
- Los preparados de insulina de acción prolongada (1940)
- Estudio de las variaciones del fósforo en la sangre (1943)
- La acción diebetógena de la hormona tiroidea (1944)